# Direitos LGBT na América do Norte
Os Direitos LGBT na América do Norte  são majoritariamente tratados de forma positiva, já que dentre os onze países e territórios das regiões geográficas das Américas do Norte e Central, apenas um possui legislação que criminaliza as relações homossexuais, enquanto três países reconhecem o casamento igualitário: Canadá (que legalizou em 2005), Estados Unidos (que legalizou em 2015) e México (que legalizou em 2022).

Reconhecimento do casamento homossexual por país e estado:
Casamento entre pessoas do mesmo sexo
Outro tipo de união, com, pelo menos, uma resolução judicial que apoia a igualdade de casamento
Reconhecimento de casamentos homossexuais realizados em outras regiões mas casamento não é realizado
Casamentos vão à julgamento, a legalização é exigida pelo governo do estado

 Canadá - Estados Unidos da América - Groelândia - México

## Canadá
- Pune? Não.
- União civil? Casamento homossexual.
- Protege de discriminação? Pela Carta Canadense de Direitos e Liberdades desde 1995, através do episódio conhecido por Egan versus Canadá; pelo código de direito civil de todas as cidades e províncias, desde 1998, através do episódio Vriend versus Alberta.
- Observação: Em 1999, vários direitos típicos de casais héteros foram estendidos aos homossexuais. Em 28 de junho de 2005, foi aprovada a lei que reconhece o casamento homossexual por todo o território canadense.

## Estados Unidos
- Pune? Não.
- União civil? Casamento homossexual. Em 2015, a Suprema Corte americana  legalizou o casamento gay em todo o país.
- Protege de discriminação? Sim. O Congresso norte americano aprovou no ano de 2009 a lei Matthew Shepard, que coíbe crimes contra a orientação sexual em todo o território americano.

## Groenlândia
- Pune? Não.
- União civil? Sim. Adotou a legislação da Dinamarca em 1994 (no entanto, entra em vigor em 1996)
- Protege de discriminação? Sim.

## México
- Pune? Não.
- União civil? Casamento entre pessoas do mesmo sexo.
- Protege de discriminação? Sim.

 Canadá - Estados Unidos da América - Groelândia - México